# 希律 (喬治亞州)
希律（英語：Herod）是位於美國喬治亞州特勒爾縣的一個非建制地區。該地的面積和人口皆未知。

## 地理
希律的座標為31°41′56″N 84°26′29″W / 31.69889°N 84.44139°W，而該地的平均海拔高度為91米（即299英尺）。